# 超!A&Gミュージック+プレミアム
『超!A&Gミュージック+プレミアム』（ちょうエーアンドジーミュージックプラスプレミアム）は、2007年9月8日から2013年6月27日まで文化放送超!A&G+で放送されていたラジオ番組。不定期更新の単発音楽番組である。

## 放送時間
- 2007年9月8日 - 2008年4月5日

土曜日 19:00 - 20:00 （リピート放送: 土曜日 24:00 - 25:00、日曜日 9:00 - 10:00、14:00 - 15:00、17:00 - 18:00、月曜日 7:00 - 8:00）
- 2008年4月12日 - 2008年10月4日

土曜日 19:00 - 20:00 （リピート放送: 土曜日 24:00 - 25:00、日曜日 9:00 - 10:00、15:00 - 16:00、17:00 - 18:00、24:00 - 25:00、月曜日 7:00 - 8:00、15:00 - 16:00）
- 2008年10月11日 - 2009年4月4日

土曜日 19:00 - 20:00 （リピート放送: 日曜日 9:00 - 10:00、日曜日 22:00 - 23:00、月曜日 12:00 - 13:00）
- 2009年4月11日 - 2009年7月11日

土曜日 16:00 - 17:00 （リピート放送: 月曜日 6:00 - 7:00、金曜日 16:00 - 17:00、土曜日 6:00 - 7:00）
- 2009年7月18日 - 2009年8月22日

土曜日 16:00 - 17:00 （リピート放送: 月曜日 6:00 - 7:00、金曜日 16:00 - 17:00、土曜日 7:00 - 8:00）
- 2009年8月29日 - 2009年10月3日

土曜日 16:00 - 17:00 （リピート放送: 月曜日 6:00 - 7:00、土曜日 7:00 - 8:00）
- 2009年10月10日 - 2010年10月2日

土曜日 16:00 - 17:00 （リピート放送: 日曜日 24:00 - 25:00、月曜日 6:00 - 7:00、土曜日 7:00 - 8:00）
- 2010年10月9日 - 2011年1月1日

土曜日 16:00 - 17:00 （リピート放送: 日曜日 9:00 - 10:00、月曜日 6:00 - 7:00、土曜日 7:00 - 8:00）
- 2011年1月8日 - 2011年7月2日

土曜日 16:00 - 17:00 （リピート放送: 土曜日 26:00 - 27:00、日曜日 9:00 - 10:00、月曜日 6:00 - 7:00、土曜日 7:00 - 8:00）
- 2011年7月9日 - 2011年10月1日

土曜日 16:00 - 17:00 （リピート放送: 土曜日 27:00 - 28:00、日曜日 9:00 - 10:00、月曜日 6:00 - 7:00、土曜日 7:00 - 8:00）
- 2011年10月8日 - 2012年3月31日

土曜日 16:00 - 17:00 （リピート放送: 土曜日 27:00 - 28:00、日曜日 7:00 - 8:00、土曜日 7:00 - 8:00）
- 2012年4月7日 - 2012年6月30日

土曜日 16:00 - 17:00 （リピート放送: 土曜日 27:00 - 28:00、日曜日 6:00 - 7:00、土曜日 8:00 - 9:00）
- 2012年7月7日 - 2012年9月29日

土曜日 16:00 - 17:00 （リピート放送: 土曜日 27:00 - 28:00、日曜日 6:00 - 7:00）
- 2012年10月4日 - 2013年3月28日

木曜日 16:00 - 17:00 （リピート放送: 土曜日 27:00 - 28:00、日曜日 6:00 - 7:00）
- 2013年4月4日 - 2013年6月27日

木曜日 16:00 - 17:00 （リピート放送: 土曜日 7:00 - 8:00、27:00 - 28:00、日曜日 6:00 - 7:00）

### 臨時編成による放送
「樹元オリエwith山口勝平のランチタイムミュージック」冬季休止期間中のリピート放送枠
2008年10月3日22:00 - 23:00、10月4日12:00 - 13:00
「キタエリのケメコマニアックス」放送終了から、後番組（「小林ゆうの（仮）」）までの「鷲崎健の超!A&Gミュージック+プレミアム」つなぎリピート放送枠
2009年1月7日 - 2月25日 水曜日23:30 - 24:30、木曜日13:30 - 14:30
- 2009年3月4日 - 4月1日は「カウントダウンto東京国際アニメフェア2009」を放送

## 放送内容
2007年
- 超!A&Gミュージック+プレミアム 飯塚雅弓（9月8日 - 15日）
- 超!A&Gミュージック+プレミアム 山本麻里安（9月22日 - 10月13日）
- 超!A&Gミュージック+プレミアム 井上喜久子（10月20日）
- 超!A&Gミュージック+プレミアム ポアロ（10月27日）
- 超!A&Gミュージック+プレミアム access（11月3日 - 11月24日）
- Pa☆leteeの超!A&Gミュージック+プレミアム（12月1日 - 15日）
- 超!A&Gミュージック+プレミアム 下川みくに（12月22日 - 2008年1月12日）

2008年
- 超!A&Gミュージック+プレミアム AKB48（1月19日 - 3月1日）
- 超!A&Gミュージック+プレミアム 福井裕佳梨（3月8日 - 4月12日）
- ワイルドストロベリーの超!A&Gミュージック+プレミアム（4月19日 - 5月31日）
- あさりどの超!A&Gミュージック+プレミアム（6月7日 - 7月5日）
- 超!A&Gミュージック+プレミアム 飯塚雅弓ニューアルバムStories特集（7月12日 - 19日）
- 井上あずみの超!A&Gミュージック+プレミアム（7月26日 - 9月20日）
- 松来未祐の超!A&Gミュージック+プレミアム（9月27日 - 11月20日）
- 鷲崎健の超!A&Gミュージック+プレミアム（11月29日 - 12月13日）
- 野川さくらの超!A&Gミュージック+プレミアム〜さくらのうた〜（12月20日 - 2009年1月31日）

2009年
- 能登麻美子の超!A&Gミュージック+プレミアム（2月7日 - 21日）
- ポアロの超!A&Gミュージック+プレミアム（2月28日 - 5月2日）
- 國府田マリ子の超!A&Gミュージック+プレミアムTV（3月8日 - 4月5日）※簡易動画配信番組
※初回放送は日曜日22:00 - 23:00（リピート放送は月曜日12:00 - 13:00）
- 超!A&Gミュージック+プレミアム 忌野清志郎追悼スペシャル（5月9日 - 6月20日）
番組の司会進行役は赤﨑千夏が担当した。
- 飯塚雅弓のミュージック+プレミアム!（6月27日 - 7月4日）
- 川嶋あいのミュージック+プレミアム!（7月11日 - 11月7日）
- フライングドッグ・野崎圭一のミュージック+プレミアム（11月14日 - 28日）
- 野沢香苗の超!A&Gミュージック+プレミアム（12月5日 - 12日）
- 飯塚雅弓のミュージック+プレミアム（12月19日 - 2010年1月2日）

2010年
- 岩男潤子の超!A&Gミュージック+プレミアム（1月9日 - 23日）
- 西川貴教の超!A&Gミュージック+プレミアム（1月30日 - 4月17日）
- 島みやえい子の超!A&Gミュージック+プレミアム（4月24日 - 5月15日）
- 鷲崎健の超!A&Gミュージック+プレミアム（5月22日 - 6月5日）
- Project.Rの超!A&Gミュージック+プレミアム（6月12日 - 26日） - KBS京都でも6月14日 23:00に放送。KBSに放送する都合上CM枠を設けている
- 井上あずみの超!A&Gミュージック+プレミアム（7月2日 - 31日）
- 奥華子の超!A&Gミュージック+プレミアム（8月7日 - 14日）
- manzoの超!A&Gミュージック+プレミアム（8月21日 - 10月9日）
番組進行はmanzoに加え、山口理恵、野崎圭一が担当
- 超!A&Gミュージック+プレミアム 極上!!めちゃモテ委員長スペシャル（10月16日 - 12月18日）
パーソナリティは小川真奈と菅谷梨沙子（Berryz工房）
- 飯塚雅弓の超!A&Gミュージック+プレミアム〜Strawberry Sweet Winter〜（12月25日 - 2011年1月22日）

2011年
- HiBiKi Radio Station「HiBiKi Radio Station × EARLY WING presents HiE@r TIME」コラボレーション番組
「 - HiE@r TIME」で隔週パーソナリティを務める喜多村、水野・徳井によるコラボレーション特番。
2週ずつ番組のパーソナリティを務め、相互ゲスト出演をする。放送期間終了後、HiBiKi Radio Stationでのアーカイブ配信を実施
  - 喜多村英梨の超!A&Gミュージック+プレミアム（1月29日 - 2月5日）
ゲストに水野愛日、徳井青空
  - まなびぃ・そらじぃの超!A&Gミュージック+プレミアム（2月12日 - 19日）
ゲストに喜多村英梨
- 繭子の超!A&Gミュージック+プレミアム（2月26日 - 3月5日）※動画配信対応（PVが流れていた）
- 文菜の超!A&Gミュージック+プレミアム（3月12日‐6月4日）
アシスタントに鷲崎健
- アフィリア・サーガ・イーストの魔法学院放送部 祝!「whitism」発売記念スペシャル（6月11日 - 7月30日）
- Lady Go!! first date（8月6日 - 9月3日）※簡易動画配信
内容は7月29日16時放送の「超!A&G+スペシャル｣と同内容。
- 徳井青空のソラトーク! 第1回（9月10日 - 10月22日）
第2回以降は2011年10月9日より、隔週日曜日 25:30 - 26:00の隔週更新で放送されていたが、2012年12月30日更新分をもって番組は終了した。
- 超!A&Gミュージック+プレミアム（10月29日 - 11月26日）
※各パーソナリティーが3週1回更新で担当。
  - 上原すず（2011年10月29日更新分）
  - 楠大典（2011年11月19日更新分）
- ソラシカ〜ただつったってるだけ〜2（2011年12月3日 - 17日）
- 超!A&Gミュージック+プレミアム（12月24日 - 2012年1月14日）
  - 森久保祥太郎（12月24日更新分）

2012年
- 超!A&Gミュージック+プレミアム（1月21日 - 5月12日）
  - 吉岡亜衣加（1月21日更新分）
  - 並木のり子（2月11日更新分）
  - ゆいかおり（3月10日更新分）
  - mao（4月7日更新分）
  - ハナエ（4月28日更新分）
- 僕が島﨑信長です!（2012年5月19日 - 6月2日）
- 鷲崎健の超!A&Gミュージック+プレミアム（6月9日 - 30日）
- 超!A&Gミュージック+プレミアム（7月7日 - 9月22日）
  - 愛美（7月7日更新分）
  - Little Blue box･前川紘毅（8月4日更新分）
  - mao・吉岡亜衣加（8月18日更新分）
- 「恋愛トークバラエティ 好きなよ。部」放送開始直前特番（仮）（9月29日・30日）
- 超!A&Gミュージック+プレミアム（10月4日 - 12月6日）
  - 野田順子（10月4日更新分）
  - 森久保祥太郎（11月1日更新分）
  - T-PISTONZ&Little Blue box（11月29日更新分）
- 青山二丁目劇場特番 銀河万丈 読み語り「ごんべん」十周年記念公演『面のをんな』(12月13日・20日)
- 石川英雄のアニ○ズスタジオ出張版 前編（2012年12月27日更新分）
- 石川英雄のアニ○ズスタジオ出張版 後編（2013年1月10日更新分）

2013年
- 超!A&Gミュージック+プレミアム（2月14日 - 2月21日）
  - 織田かおり（2月14日更新分）
- 森永理科のアウトローラジオプレミアム（2月28日 - 3月14日）
- 超!A&Gミュージック+プレミアム（3月21日 - ）
  - 雪乃（3月21日更新分）
  - 吉岡亜衣加（4月11日更新分）
  - Annabel（5月2日更新分）
  - 米倉千尋（5月30日更新分）
  - 佐咲紗花（6月13日更新分）
  - にゃんたぶぅ（6月20日更新分）

## 特番などによる休止
- 2008年10月19日の22:00放送予定分は当日21:00 - 23:00に緊急生放送された『さよなら狂乱電波日記 家族大集合スペシャル』のため休止。
- 2008年10月25日の19:00放送予定分は10月20日20:59 - 21:10に発生した放送事故の影響で急遽休止。
- 2009年1月4日の22:00放送予定分は2008年12月31日22:00放送予定分の『検定ジャポン@モバイルpresents えじけん!』の12月17日初回分リピート放送の振替のため放送休止（超!A&G+の年越し特番および年越し前緊急生放送特番の編成に伴う振替編成である）。
- 2009年3月29日6:00 - 13:00、3月30日6:00 - 14:00放送の『東京国際アニメフェア2009超!ステーションスペシャル』（3月20日9:00 - 16:00生放送分と3月21日9:00 - 17:00生放送分）リピート放送のため放送休止。
- 2009年6月20日16:00放送予定分は『竹達彩奈と巽悠衣子のキスシス公開生放送』のため放送休止。
- 2010年3月27日16:00放送予定分は同日9:30 - 16:30生放送の『東京国際アニメフェア2010超!ステーションスペシャル』の生中継特番と同日16:30 - 17:00放送の単発特番「松尾まどかの超!A&Gミュージック+30」放送のため放送休止。